# Clarice di Durisio
Clarice di Durisio (Foggia, XV secolo – XV secolo) è stata un medico italiano.

## Attività
Studiò alla Scuola Medica Salernitana e fu una delle 24 donne facenti parte del gruppo delle mulieres salernitanae del Regno di Napoli tra il XIII e il XV secolo di cui si trova annotazione nell'Archivio Angioino. In quanto donna operò come professionista ma non ottenne mai il titolo di dottore. Si specializzò in oculistica e fu una delle tredici donne dell'epoca a ottenere la licenza per poter curare con la chirurgia le pazienti donne.